# HD 33203
HD 33203，又名BD+37 1067，SAO 57704、HR 1669，是一颗恒星，视星等为6.02，位于銀經168.95，銀緯-1.49，其B1900.0坐标为赤經5h 3m 32.6s，赤緯+37° -1.49′ 28″。